# Triancyra australis
Triancyra australis är en stekelart som beskrevs av Kamath och Gupta 1972. Triancyra australis ingår i släktet Triancyra och familjen brokparasitsteklar. Inga underarter finns listade i Catalogue of Life.